# Cyphocharax spilurus
Cyphocharax spilurus es una especie de peces de la familia Curimatidae en el orden de los Characiformes.

## Morfología
Los machos pueden llegar alcanzar los 10,4 cm de longitud total.

## Alimentación
Es detritívoros.

## Hábitat
Vive en zonas de clima tropical entre 20 °C - 28 °C de temperatura.

## Distribución geográfica
Se encuentran en Sudamérica: río Cuyuni (Guayana y este de Venezuela), ríos costeros de las Guayanas (desde el río Esequibo hasta el río Mana) y río Branco en Brasil.